# Nicetas z Remezjany
Nicetas, biskup Remezjany (zm. po 414) – wczesnochrześcijański pisarz, biskup Remezjany w latach 366-414 (dzis. Bela Palanka w Serbii), święty Kościoła katolickiego.
Jego wspomnienie liturgiczne obchodzone jest w Kościele katolickim, na skutek pomyłki Baroniusza, 22 czerwca i 7 stycznia.
Św. Nicetas jest autorem pism: „Objaśnienia dla katechumenów” (zachowane we fragmentach), „O różnych imionach” (dotyczące imion Jezusa Chrystusa), oraz dwóch kazań: „O pożytku śpiewania hymnów”, „O czuwaniach”. Niektórzy badacze przypisują mu autorstwo hymnu Te Deum Laudamus.